# Bones (песня Equinox)
Bones (с англ. — «Кости») — песня болгарской группы Equinox. Представляла Болгарию на конкурсе «Евровидение-2018» в Лиссабоне, Португалия.
Группа «Equinox» была создана специально для конкурса и в неё вошли Жана Бергендорф (победительница второго сезона болгарской версии X Factor в 2013 году), Владимир Михайлов из группы «Сленг», Георгий Симеонов (болгарский певец, автор песен и вокальный продюсер), один из финалистов «America's Got Talent» Джонни Мануел и Трей Кэмпбелл (американский композитор и певец). Продюсер и композитор Борислав Миланов рассказывает: «Если бы в ней не было одного из этих исполнителей, „Bones“ потеряли бы заряд, эмоции и чувства. Вот почему они все остались в группе, мы не хотели жертвовать тем, как звучит песня. Это первый проект, который мы реализуем таким образом — группа собралась из-за песни, а не наоборот.»

## Участие в «Евровидение-2018»
Первое живое выступление «Bones» состоялось 5 апреля в Лондоне в рамках 11-го выпуска London Eurovision Party.
Песня соревновалась в первом полуфинале, состоявшемся 8 мая 2018 года в Лиссабоне, Португалия, где она заняла 7-е место из 19 с 107 очками от жюри и 70 очков от публики, набрав 177 очков.
В большом финале (12 мая 2018 года) «Bones» заняла 14-е место из 26 с 100 очками от жюри и 66 очков от публики, набрав 166 очков.

## Награды
«Bones» получила премии «Marcel Bezençon Awards» в категории «Приз композиторов». Решение принималось голосованием жюри из композиторов песен-участниц конкурса, которые определили наиболее оригинальную композицию с присутствие национальная идентичность в музыке и лирике.

## Трек-лист
| №  | Название                       | Длительность |
| -- | ------------------------------ | ------------ |
| 1. | «Bones» (Karaoke Version)      | 2:59         |
| 2. | «Bones» (Studio Version)       | 2:59         |
| 3. | «Bones» (Instrumental Version) | 2:59         |

## Чарты
| Чарт (2018)                           | Наив. поз. |
| ------------------------------------- | ---------- |
| Болгария (Radiomonitor)               | 10         |
| Greece Digital Singles (IFPI Greece)  | 50         |
| Sweden Heatseeker (Sverigetopplistan) | 4          |